# Via normal
Via normal é o termo empregue em alpinismo para designar o percurso normalmente empregue, a via de montanha, para se chegar ao cume de uma montanha. Na maior parte das vezes, mas nem sempre, trata-se da via seguida pela primeira, a primeira ascensão.
Como característica principal, a via normal distingue-se dos outros itinerários de dificuldade maior, pois é a melhor maneira para partir do seu cimo.
Geralmente para cada ascensão há diferentes vias normais, e se em geral a via normal é a mais fácil, há excepções notáveis como a normal do K2 que é quase uma directíssima.

## As vias

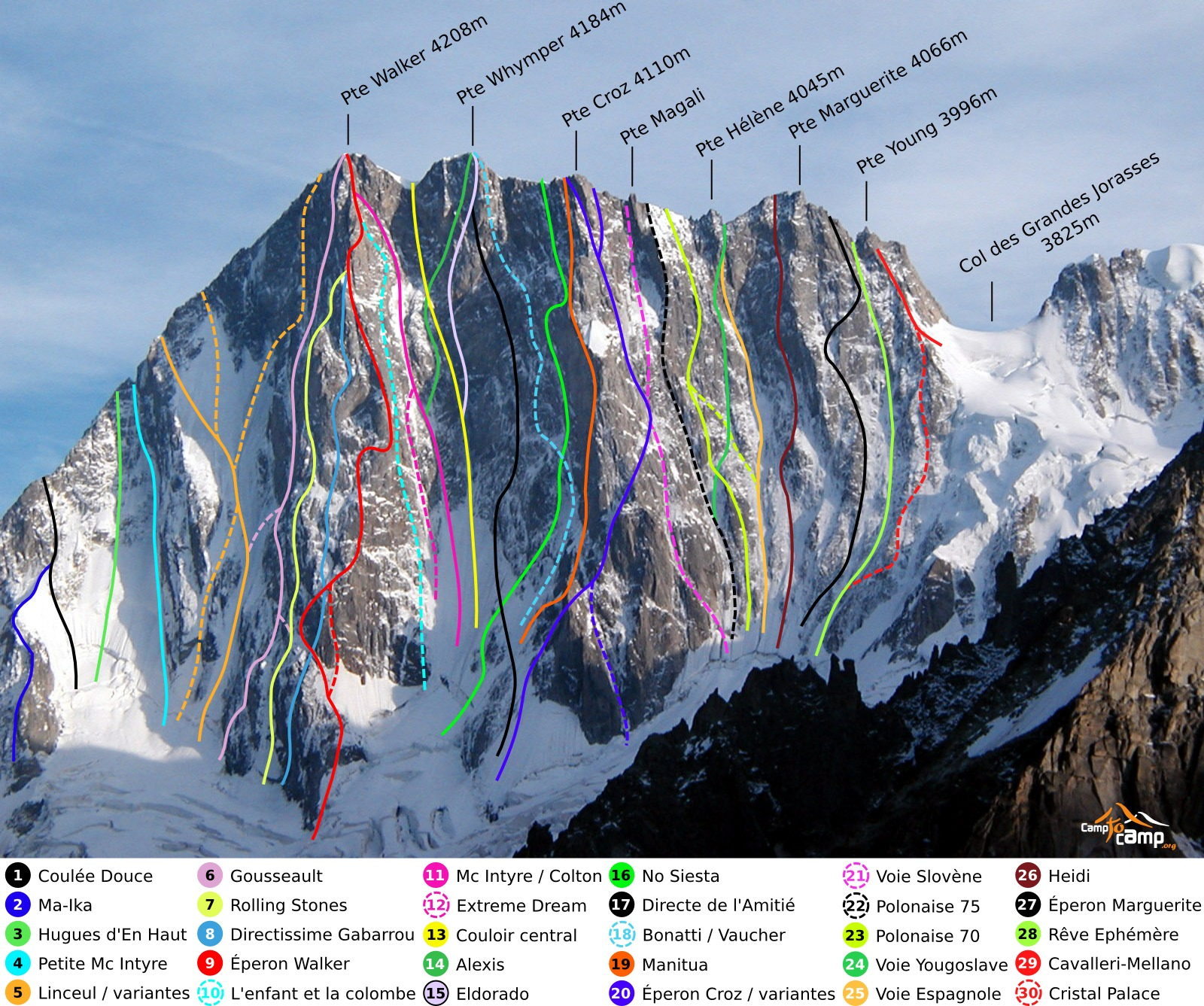
Vias da face norte das Grandes Jorasses

### A normal
No princípio do alpinismo, o que contava era chegar ao cimo e a história reteve a data de  8 de Agosto de 1786 quando o Monte Branco  foi subido pela primeira vez nas pessoas de  Jacques Balmat com Michel Paccard, data que é considerada como o marco do alpinismo moderno.
Exemplos
- Via normal francesa do Monte Branco
- Via normal italiana do Monte Branco
- Via normal italiana do Cervin
- Via normal suíça do Cervin
- Via normal do Gran Sasso

### As outras vias
Depois de se terem subido ao cume de uma dada montanha veio a vez dos diferentes itinerários e/ou arestas já que o normal era o que havia permitido alcançar o seu cume, e a aresta constituía a elegância da ascensão.

### A directíssima
Depois das variantes dos itinerários, a única coisa que havia a inventar era a directíssima - uma via directa extrema -  que em relação a não importa que montanha aparece quase sempre em terceira posição; a primeira ascensão, as vias normais e a directíssima. 